# نقد فلسفه حق هگل

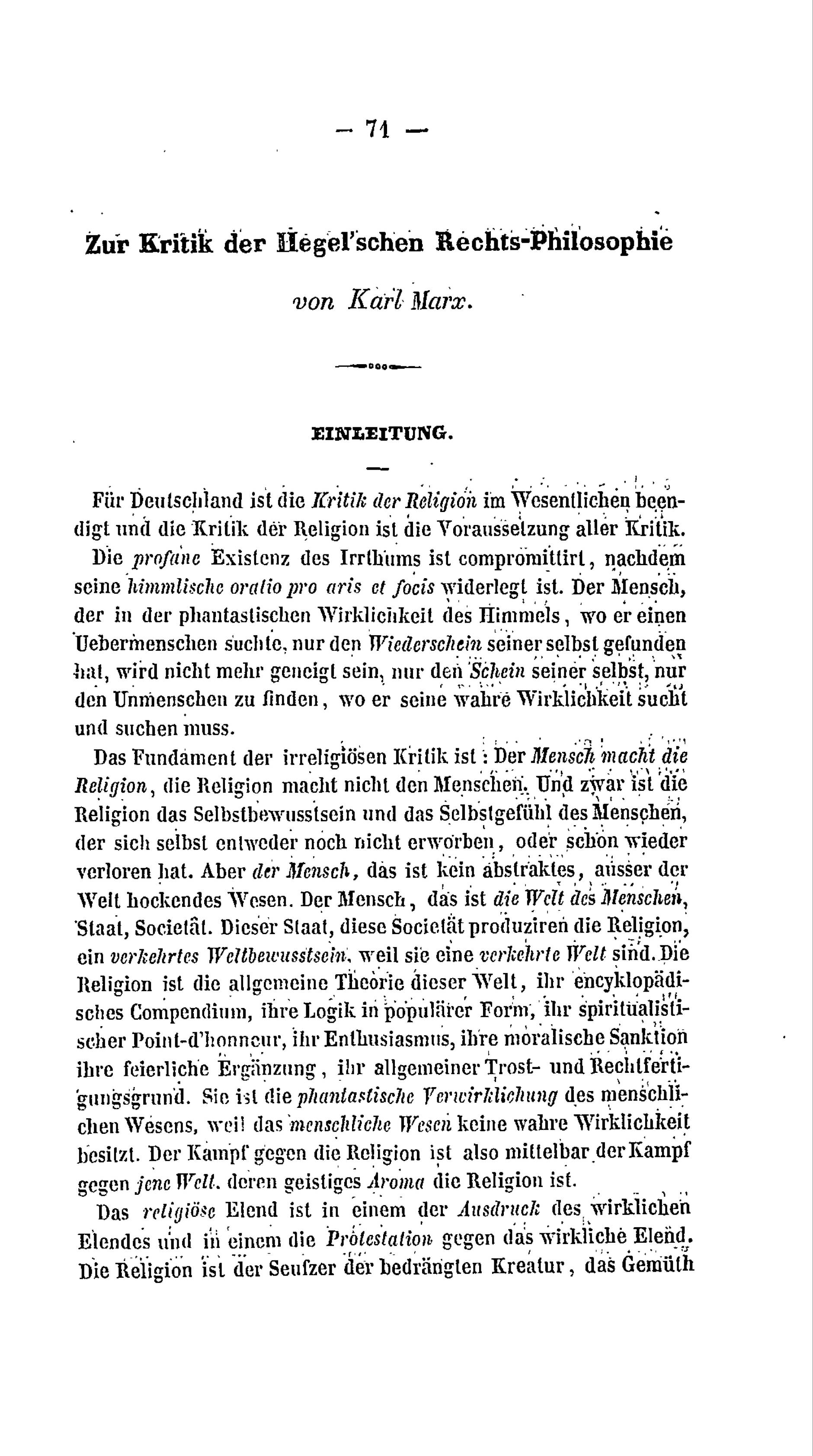
سالنامه های فرانتس آلمانی

نقد فلسفهٔ حق هگل (آلمانی: Zur Kritik der Hegelschen Rechtsphilosophie)؛ دست نوشته‌ای از کارل مارکس فیلسوف سیاسی آلمانی است که در سال ۱۸۴۳ برای سالنامه آلمانی فرانسوی نوشته شده‌است.
این نوشته در طول عمر مارکس چاپ نشد و تنها یک معرفی از آن منتشر شد. این نوشته حاوی نظرات و نقدهای مارکس دربارهٔ کتاب عناصر فلسفه حق هگل است که در سال ۱۸۲۰ منتشر شده بود.
از نقدهای مهم مارکس در این کتاب انتقاد به انتزاعی بودن بحث‌های هگل دربارهٔ دیالکتیک است. مارکس در این کتاب به بیان نظریات خود در زمینه از خود بیگانگی، کارکرد مذهب، دیالکتیک هگلی، و همچنین تحلیل روابط میان جامعه مدنی و جامعه سیاسی پرداخته‌است.

## ترجمه به فارسی
نقد فلسفهٔ حق هگل چندین بار به زبان فارسی ترجمه شده و با مشخصات زیر به چاپ رسیده‌است:
- مارکس، کارل. دربارهٔ انتقاد از فلسفهٔ حقوق هگل، ترجمهٔ تیرداد نیکی، انتشارات دیامات، ۱۳۵۸.
- مارکس، کارل. مقدمهٔ نقد فلسفهٔ حق هگل، ترجمهٔ رضا سلحشور، انتشارات نقد، ژانویهٔ ۱۹۸۹.
- مارکس، کارل. ادای سهمی به نقد فلسفهٔ حقوق هگل: مقدمه، ترجمهٔ مرتضی محیط، ویراستار کامران نیری، انتشارات سنبله، ۱۳۸۰.
- مارکس، کارل. گامی در نقد فلسفهٔ حق هگل: مقدمه، ترجمهٔ مرتضی محیط، ویراستاران محسن حکیمی و حسن مرتضوی، تهران: اختران، ۱۳۸۱.
- مارکس، کارل. مقدمهٔ سهمی در نقد فلسفهٔ حقوق هگل، مترجمان: سهراب شباهنگ و بهروز فرهیخته، مرکز فرهنگی و نشر آلفایت ماکزیما، استکهلم، ۲۰۰۳.
- مارکس، کارل. نقد فلسفه حق هگل، ترجمهٔ محمود عبادیان و حسن قاضی‌مرادی، همراه با شرحی بر نقد مارکس بر آموزهٔ «دولت» هگل نوشتهٔ حسن قاضی‌مرادی، تهران: اختران، چاپ اول: ۱۴۰۰.